# Едіт Ковач
Едіт Ковач (угор. Kovács Edit, нар. 9 червня 1954) — угорська фехтувальниця на рапірах, триразова бронзова призерка Олімпійських ігор (1976, 1980 та 1988 роки), чемпіонка світу.

## Виступи на Олімпіадах
| Олімпіада     | Дисципліна           | Місце |
| ------------- | -------------------- | ----- |
| Монреаль 1976 | командна рапіра      | 3     |
| Москва 1980   | командна рапіра      | 3     |
| Сеул 1988     | індивідуальна рапіра | 16    |
| Сеул 1988     | командна рапіра      | 3     |